# Monoceronychus linki
Monoceronychus linki är en spindeldjursart som beskrevs av Pritchard och Baker 1955. Monoceronychus linki ingår i släktet Monoceronychus och familjen Tetranychidae. Inga underarter finns listade i Catalogue of Life.